# ایگور آکینفیف
ایگور ولادیمیروویچ آکینفیف (روسی: Игорь Владимирович Акинфеев؛ IPA: [ˈiɡərʲ vlɐˈdʲimʲɪrəvʲɪtɕ ɐkʲɪnˈfʲe(j)ɪf]؛ زادهٔ ۸ آوریل ۱۹۸۶) بازیکن فوتبال اهل روسیه است.
تنها باشگاهی که در آن بازی کرده‌است زسکا مسکو است.
وی برای تیم ملی فوتبال روسیه ۱۱۱ بازی انجام داده. پست تخصصی این بازیکن نیز، دروازه‌بان است.